# Nepal na Letnich Igrzyskach Olimpijskich 2024
Nepal na Letnich Igrzyskach Olimpijskich 2024 – występ kadry sportowców reprezentujących Nepal na igrzyskach olimpijskich, które odbędą się w Paryżu we Francji, w dniach 26 lipca – 11 sierpnia 2024.
Reprezentacja Nepalu liczy siedmioro zawodników – cztery kobiety i trzech mężczyzn, którzy wystąpili w 6 dyscyplinach.
Jest to dziewiąty start Nepalu na letnich igrzyskach olimpijskich.

## Reprezentanci

### Badminton
| Zawodnik     | Konkurencja | Faza grupowa     | Faza grupowa     | Faza grupowa     | Faza grupowa | Eliminacje       | Ćwierćfinał      | Półfinał         | Finał / BM       | Finał / BM | Źródła |
| Zawodnik     | Konkurencja | Przeciwnik Wynik | Przeciwnik Wynik | Przeciwnik Wynik | Miejsce      | Przeciwnik Wynik | Przeciwnik Wynik | Przeciwnik Wynik | Przeciwnik Wynik | Miejsce    | Źródła |
| ------------ | ----------- | ---------------- | ---------------- | ---------------- | ------------ | ---------------- | ---------------- | ---------------- | ---------------- | ---------- | ------ |
| Prince Dahal | Singel (m)  | Axelsen P 0-2    | Nguyen P 0-2     | Zilberman P 0-2  | 4.           | NQ               | NQ               | NQ               | NQ               | 38.        | [ 1 ]  |

### Judo
| Zawodnik                | Konkurencja | 1/16             | 1/8              | Ćwierćfinał      | Półfinał         | Repasaże         | Finał / 3. miejsce | Finał / 3. miejsce | Źródła |
| Zawodnik                | Konkurencja | Przeciwnik Wynik | Przeciwnik Wynik | Przeciwnik Wynik | Przeciwnik Wynik | Przeciwnik Wynik | Przeciwnik Wynik   | Pozycja            | Źródła |
| ----------------------- | ----------- | ---------------- | ---------------- | ---------------- | ---------------- | ---------------- | ------------------ | ------------------ | ------ |
| Manita Shrestha Pradhan | -57 kg (k)  | Perišić P 00-10  | NQ               | NQ               | NQ               | NQ               | NQ                 | NQ                 | [ 2 ]  |

### Lekkoatletyka
| Zawodnik          | Konkurencja | Finał    | Finał   | Źródło |
| Zawodnik          | Konkurencja | Rezultat | Pozycja | Źródło |
| ----------------- | ----------- | -------- | ------- | ------ |
| Santoshi Shrestha | maraton (k) | 2:55,06  | 79.     | [ 3 ]  |

### Strzelectwo
| Zawodnik       | Konkurencja                    | Kwalifikacje | Kwalifikacje | Półfinał | Półfinał | Finał | Finał   | Źródło |
| Zawodnik       | Konkurencja                    | Wynik        | Pozycja      | Wynik    | Pozycja  | Wynik | Pozycja | Źródło |
| -------------- | ------------------------------ | ------------ | ------------ | -------- | -------- | ----- | ------- | ------ |
| Sushmita Nepal | Karabin pneumatyczny, 10 m (k) | 607,8        | 42.          | NQ       | NQ       | NQ    | NQ      | [ 4 ]  |

### Pływanie
| Zawodnik       | Konkurencja            | Eliminacje | Eliminacje | Półfinał | Półfinał | Finał | Finał | Źródło |
| Zawodnik       | Konkurencja            | Czas       | Poz.       | Czas     | Poz.     | Czas  | Poz.  | Źródło |
| -------------- | ---------------------- | ---------- | ---------- | -------- | -------- | ----- | ----- | ------ |
| Alexander Shah | 100 m st. dowolnym (m) | 51,91      | 59         | NQ       | NQ       | NQ    | NQ    | [ 5 ]  |
| Duana Lama     | 200 m st. dowolnym (k) | 2:20,74    | 30.        | NQ       | NQ       | NQ    | NQ    | [ 6 ]  |

### Tenis stołowy
| Zawodnik        | Konkurencja | Eliminacje       | Runda 1          | Runda 2          | Runda 3          | 1/8 finału       | Ćwierćfinały     | Półfinały        | Finał            | Finał   | Źródło |
| Zawodnik        | Konkurencja | Przeciwnik Wynik | Przeciwnik Wynik | Przeciwnik Wynik | Przeciwnik Wynik | Przeciwnik Wynik | Przeciwnik Wynik | Przeciwnik Wynik | Przeciwnik Wynik | Pozycja | Źródło |
| --------------- | ----------- | ---------------- | ---------------- | ---------------- | ---------------- | ---------------- | ---------------- | ---------------- | ---------------- | ------- | ------ |
| Santoo Shrestha | Singel (m)  | Diaw P 4-0       | NQ               | NQ               | NQ               | NQ               | NQ               | NQ               | NQ               | NQ      | [ 7 ]  |